# Чижка
Чижка (укр. Чижка) — река в Самборском районе Львовской области, Украина. Правый приток Вырвы (бассейн Вислы).
Длина реки 11 км, площадь бассейна 33 км2. Берёт начало на северных склонах Главного европейского водораздела, неподалеку от села Чижки. Протекает через сёла Чижки, Грушатичи, Быбло и Боршевичи. В селе Боршевичи впадает в Вырву.
Чижка — равнинная река, текущая между невысокими холмами, местами заболоченная. После сильных дождей и во время внезапной оттепели бывают паводки. Воду реки используют для заполнения прудов и для технических нужд. В прошлом на реке было несколько водяных мельниц.